# پدرو اوبیانگ
پدرو ام‌با اوبیانگ آوومو (اسپانیایی: Pedro Mba Obiang Avomo‎؛ زادهٔ ۲۷ مارس ۱۹۹۲) بازیکن فوتبال اهل اسپانیا است.
از باشگاه‌هایی که در آن بازی کرده‌است می‌توان به سمپدوریا و وستهام یونایتد اشاره کرد.